# Кузнецов, Сергей Алексеевич (генерал-майор)
Сергей Алексеевич Кузнецов (1872—1919) — русский военный  деятель, генерал-майор (1915). Герой Первой мировой войны, член военной организации «Национального центра».

## Биография

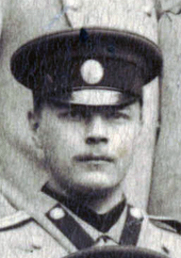
Выпускник Николаевской академии Генштаба по I разряду, 1900 г.

В 1890 году получил образование в Псковском кадетском корпусе и вступил в службу. В 1892 году после окончания Константиновского военного училища произведён в подпоручики гвардии и выпущен в Литовский лейб-гвардии полк. В 1896 году произведён  в  поручики гвардии. С 1908 года после окончания Николаевской академии Генерального штаба по I разряду, штабс-капитан гвардии с переименованием в капитаны Генерального штаба, старший адъютант штаба 10-й пехотной дивизии. С 1902 года помощник старшего адъютанта штаба Варшавского военного округа. С 1903 года помощник столоначальника Главного штаба.
С 1904 года участник Русско-японской войны, подполковник, помощник старшего адъютанта управления генерал-квартирмейстера Манчжурской армии и старший адъютант управления генерал-квартирмейстера 1-й Манчжурской армии. С 1905 года штаб-офицер для поручений управления генерал-квартирмейстера при главнокомандующем на Дальнем Востоке и штаб-офицер для поручений при штабе Варшавского военного округа. С 1906 года батальонный командир Литовского лейб-гвардии полка. В 1908 году произведён в полковники. С 1909 года начальник штаба 1-й стрелковой бригады. С 1913 года начальник штаба 3-й гвардейской пехотной дивизии.

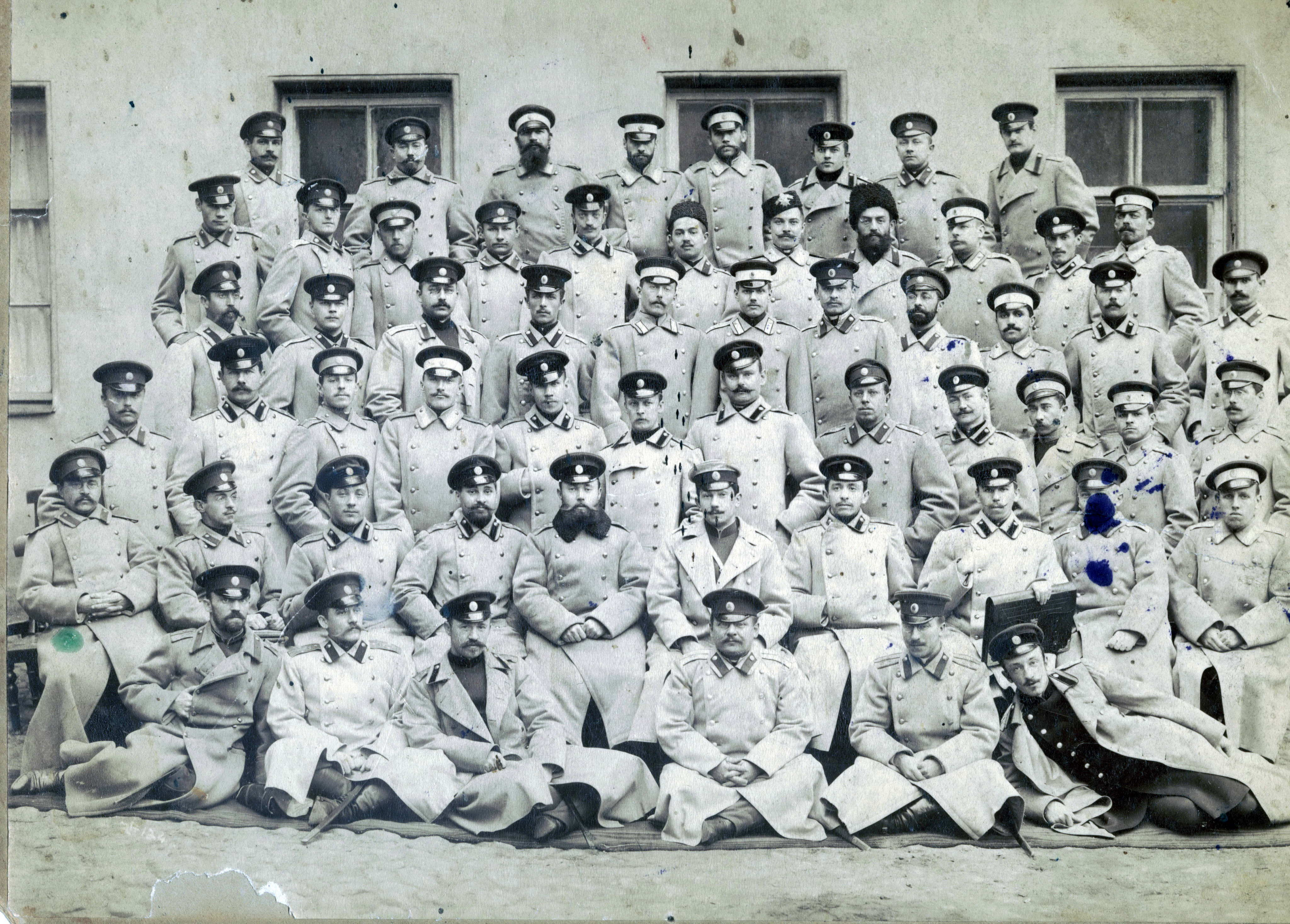
Выпускники Николаевской академии генштаба 1900 года.
1 ряд (слева направо): Гордеев, Шокоров и др.;
2 ряд: Благовещенский,
Вышинский,
Каменский,
Стефанович-Стасенко
Богаевский и др.;
4 ряд: Кржеминский,
С. А. Кузнецов
Ушаков,
Разгонов,
?,
?,
Стогов,
Ахвердов и др.;
6 ряд: 3-й справа: Дитерихс

С 1914 года участник Первой мировой войны, командир 5-го Калужского пехотного полка. С 1915 года генерал-майор, командир Кексгольмского лейб-гвардии полка. С 1916 года снова начальник штаба 3-й гвардейской пехотной дивизии.
10 февраля 1917 года «за храбрость» был награждён  Орденом Святого Георгия 4-й степени. С 1917 года начальник штаба 24-го армейского корпуса и командующий 73-й пехотной дивизии. С 1918 года 1-й генерал-квартирмейстер Генерального штаба.
С 1918 года служил в РККА, начальник Оперативного управления Всероглавштаба и председатель Комиссии по организации разведывательного и контрразведывательного дела. С 1919 года преподаватель Академии Генерального штаба РККА. Был участником подпольной антисоветской организации Всероссийский национальный центр и активным членом Штаба Добровольческой армии Московского района. 3 июля 1919 года арестован органами ВЧК и 23 сентября расстрелян в Москве по делу "Национального центра".

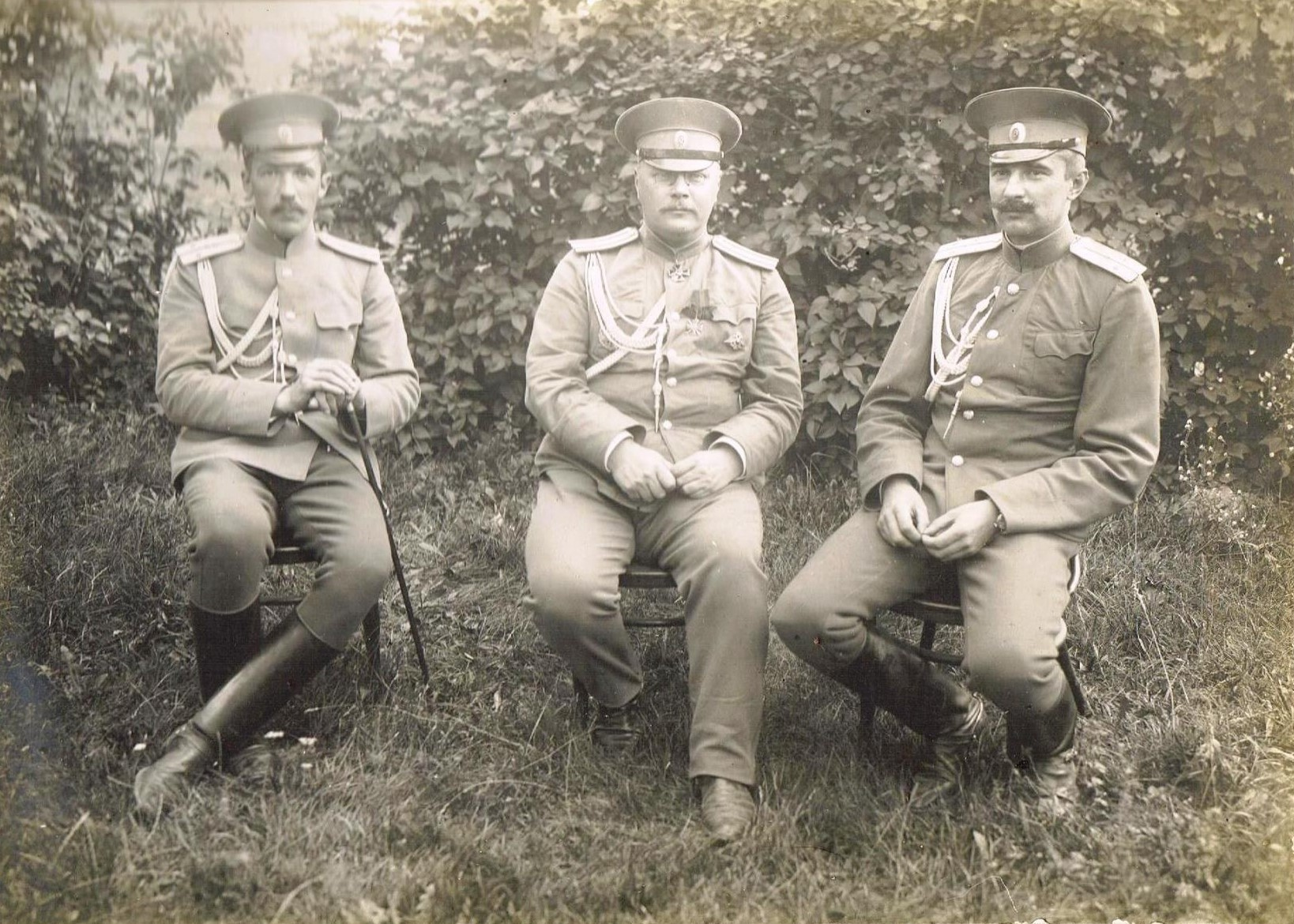
Командиры 1-й стрелковой бригады в 1912 году: поручик М. Ф. Бородовский, полковник С. А. Кузнецов, штабс-капитан В. Ф. Сальков.

## Награды
- Орден Святого Станислава 3-й степени с мечами и бантом (1905)
- Орден Святой Анны 4-й степени «За храбрость» (1905)
- Орден Святой Анны 3-й степени с мечами и бантом (1906)
- Орден Святого Владимира 4-й степени с мечами и бантом (1906)
- Орден Святого Станислава 2-й степени  с мечами (1907)
- Орден Святого Владимира 3-й степени (1912; Мечи к ордену — ВП 3.01.1915)
- Орден Святого Станислава 1-й степени с мечами (ВП ВП 20.05.1916)
- Орден Святой Анны 2-й степени (ВП 13.11.1916)
- Орден Святой Анны 1-й степени с мечами (ВП 21.12.1916)
- Орден Святого Георгия 4-й степени (10.02.1917)